# Zeithain
Zeithain é um município da Alemanha, situado no distrito de Meißen, no estado da Saxônia. Tem 81,49 km² de área, e sua população em 2019 foi estimada em 5.582 habitantes.